# Mapou Yanga-Mbiwa
Mapou Yanga-Mbiwa, född 15 maj 1989, är en fransk fotbollsspelare (mittback).
Yanga-Mbiwa har dubbelt medborgarskap, både franskt och centralafrikanskt.